# Lajtha László György
Lajtha László György (Laszlo George) (Budapest, 1920. május 25. – Oxford, Nagy-Britannia, 1995. március 14.) magyar orvos, egyetemi tanár, sugárbiológus, onkológus. A Magyar Tudományos Akadémia tagja (t: 1983). Testvére, Lajtha Ábel (1922–2024) neurológus, neurokémikus.

## Életpályája
Lajtha László (1892–1963) zeneszerző és Hollós Róza (1894–1990) fiaként született. 1944. november 11-én a budapesti Pázmány Péter Tudományegyetemen avatták orvosdoktorrá. 1944 és 1947 között a Pázmány Péter Tudományegyetem Élettani Tanszékének tanársegéde volt. 1947-ben Nagy-Britanniában telepedett le. 1947 és 1950 között az Oxfordi Egyetem ösztöndíjasa volt; az Exeter College-ban tanult. 1951–1962 között az oxfordi Churchill Kórház radiobiológiai laboratóriumának vezetője volt. 1962–1983 között a manchesteri Christie Kórház Patterson Laboratóriumának igazgatójaként dolgozott. 1970–1983 között a Manchesteri Egyetemen a kísérleti onkológia professzora, 1983–1995 között professor emeritusa volt. 1973–1986 között az ENSZ Egészségügyi Világszervezete (WHO) onkológus szakértője volt. 1975–1978 között az Európai Rákkutatási Intézet alelnöke, 1979–1981 között elnöke volt.

### Munkássága
Rákkutatással, hematológiával, elsősorban a sejtciklus vizsgálatával foglalkozott. Nemzetközileg is új eredményeket ért el a különböző rákbetegségekben (a leukémia keletkezése, valamint e betegségek kialakulásának terápiás befolyásolhatósága terén). Az ún. stem sejtek hematológiában való használatának úttörője volt.
Emlékét a manchesteri Christie Kórházban a Laszlo Lajtha Laboratory őrzi.

## Művei
- The Use of Isotopes in Haematology (Oxford, 1961)
- Cellular Dynamics of Haemopoesis (London-Philadelphia-Toronto, 1979)

## Származása
| Lajtha László György (Budapest, 1920. máj. 25.– Oxford, 1995. márc. 14.) | Apja: Lajtha János László (szül. Leitersdorfer János László) (Budapest, 1892. jún. 30.– Budapest, 1963. febr. 16.) zeneszerző, népzenekutató | Apai nagyapja: Lajtha Pál (szül. Leitersdorfer Lipót) (Pest, 1861 körül– Budapest, 1939. dec. 3.) kereskedő, háztulajdonos | Apai nagyapai dédapja: Leitersdorfer Dávid (Pest, 1838 körül– Budapest VIII., 1920. szept. 28.) kereskedő |
| Lajtha László György (Budapest, 1920. máj. 25.– Oxford, 1995. márc. 14.) | Apja: Lajtha János László (szül. Leitersdorfer János László) (Budapest, 1892. jún. 30.– Budapest, 1963. febr. 16.) zeneszerző, népzenekutató | Apai nagyapja: Lajtha Pál (szül. Leitersdorfer Lipót) (Pest, 1861 körül– Budapest, 1939. dec. 3.) kereskedő, háztulajdonos | Apai nagyapai dédanyja: Ungár Terézia (Pest, 1838 körül– Budapest VII., 1902. márc. 21.)                  |
| Lajtha László György (Budapest, 1920. máj. 25.– Oxford, 1995. márc. 14.) | Apja: Lajtha János László (szül. Leitersdorfer János László) (Budapest, 1892. jún. 30.– Budapest, 1963. febr. 16.) zeneszerző, népzenekutató | Apai nagyanyja: Wiesel Ida (Kiskőrös, 1871. jan. 4.– Budapest XIV., 1944. dec. 17.)                                        | Apai nagyanyai dédapja: Wiesel Lipót (1830 körül– Budapest, 1923. nov. 30.) kereskedő                     |
| Lajtha László György (Budapest, 1920. máj. 25.– Oxford, 1995. márc. 14.) | Apja: Lajtha János László (szül. Leitersdorfer János László) (Budapest, 1892. jún. 30.– Budapest, 1963. febr. 16.) zeneszerző, népzenekutató | Apai nagyanyja: Wiesel Ida (Kiskőrös, 1871. jan. 4.– Budapest XIV., 1944. dec. 17.)                                        | Apai nagyanyai dédanyja: Klein Bella (Borbála) (1835 körül– Budapest VII., 1910. nov. 15.)                |
| Lajtha László György (Budapest, 1920. máj. 25.– Oxford, 1995. márc. 14.) | Anyja: Hollós Róza Stefánia Emília (1906-ig Hirsch Róza Stefánia Emília) (Budapest, 1894. nov. 18.– 1990. jan. 25.)                          | Anyai nagyapja: Hollós Lipót Péter (szül. Hirsch Lipót) (Pest, 1850. nov. 26.– Budapest VI., 1938. nov. 2.) üzletvezető    | Anyai nagyapai dédapja: Hirsch Dávid (Pest, 1812 körül– Budapest, 1884. márc. 12.) kereskedő              |
| Lajtha László György (Budapest, 1920. máj. 25.– Oxford, 1995. márc. 14.) | Anyja: Hollós Róza Stefánia Emília (1906-ig Hirsch Róza Stefánia Emília) (Budapest, 1894. nov. 18.– 1990. jan. 25.)                          | Anyai nagyapja: Hollós Lipót Péter (szül. Hirsch Lipót) (Pest, 1850. nov. 26.– Budapest VI., 1938. nov. 2.) üzletvezető    | Anyai nagyapai dédanyja: Reif Terézia (Rézi) (Bučovice, 1815 körül– Budapest, 1887. jan. 29.)             |
| Lajtha László György (Budapest, 1920. máj. 25.– Oxford, 1995. márc. 14.) | Anyja: Hollós Róza Stefánia Emília (1906-ig Hirsch Róza Stefánia Emília) (Budapest, 1894. nov. 18.– 1990. jan. 25.)                          | Anyai nagyanyja: Grobois Ferdinanda Ludmilla Erzsébet (Grézda, 1868. szept. 28.– Budapest VIII., 1954. nov. 16.)           | Anyai nagyanyai dédapja: Grobois Péter honvédfőhadnagy                                                    |
| Lajtha László György (Budapest, 1920. máj. 25.– Oxford, 1995. márc. 14.) | Anyja: Hollós Róza Stefánia Emília (1906-ig Hirsch Róza Stefánia Emília) (Budapest, 1894. nov. 18.– 1990. jan. 25.)                          | Anyai nagyanyja: Grobois Ferdinanda Ludmilla Erzsébet (Grézda, 1868. szept. 28.– Budapest VIII., 1954. nov. 16.)           | Anyai nagyanyai dédanyja: Somoskeőy Róza (1851 körül– Temesvár, 1878. ápr. 29.)                           |